# Lepturges angustatus
Lepturges angustatus är en skalbaggsart som beskrevs av Bates 1863. Lepturges angustatus ingår i släktet Lepturges och familjen långhorningar. Inga underarter finns listade i Catalogue of Life.